# キズナ (アルバム)
『キズナ』は、Suaraの4作目のアルバム。2009年8月19日にフィックスレコードからSACDハイブリッド版としてリリースされた。

## 概要
前作『太陽と月』からおよそ1年ぶりとなるアルバムリリースである。6thから8thシングルおよびCD未発表のタイアップ曲を中心に構成されている。

## 収録曲
1. adamant faith [4:35]
作詞：須谷尚子、作曲・編曲：松岡純也
  - OVA『うたわれるもの』オープニングテーマ。8thシングル。
2. Free and Dream [3:47]
作詞： 須谷尚子、作曲：下川直哉、編曲：衣笠道雄
  - テレビアニメ『ティアーズ・トゥ・ティアラ』オープニングテーマ。7thシングル。
3. 彼女の背中 [5:08]
作詞：U、作曲・編曲：衣笠道雄
4. 舞い落ちる雪のように [4:52]
作詞：須谷尚子、作曲・編曲：衣笠道雄
  - テレビアニメ『WHITE ALBUM』前期エンディングテーマ。6thシングル。
5. TOKYO-days [4:34]
作詞：未海、作曲：中上和英、編曲：松岡純也
6. また会えるその日まで [4:47]
作詞：巽明子、作曲：光田英生、編曲：衣笠道雄
7. フレンズ [4:10]
作詞：須谷尚子、作曲・編曲：衣笠道雄
  - ラジオ番組『ChaosTCG おれよめラジオ』オープニングテーマ。
8. Crystal Tears [5:15]
作詞：U、作曲：松岡純也、編曲：衣笠道雄
9. 春夏秋冬 [4:59]
作詞：未海、作曲：光田英生、編曲：松岡純也
  - 6thアルバム『声』の初回限定盤付属の、四季をイメージしたミニアルバムにリードトラックとして収録された。
10. 花詞  [4:22]
作詞：須谷尚子、作曲：Kushiko、編曲：衣笠道雄
  - PCゲームソフト『痕 ～きずあと～』オープニングテーマ。
11. うつせみ [5:53]
作詞：須谷尚子、作曲：下川直哉、編曲：松岡純也
  - PCゲームソフト『痕 ～きずあと～』エンディングテーマ。劇中BGMを2009年の『痕』リメイクのためにボーカルアレンジしたもの。
12. 天使がみる夢 [4:40]
作詞：未海、作曲：石川真也、編曲：松岡純也